# Phantia alfierii
Phantia alfierii är en insektsart som beskrevs av Dlabola 1974. Phantia alfierii ingår i släktet Phantia och familjen Flatidae. Inga underarter finns listade i Catalogue of Life.